# Дуно
Дуно (итал. Duno) је насеље у Италији у округу Варезе, региону Ломбардија.
Према процени из 2011. у насељу је живело 147 становника. Насеље се налази на надморској висини од 547 м.

## Становништво
| 1936. | 1951. | 1961. | 1971. | 1981. | 1991. | 2001. | 2011. |
| ----- | ----- | ----- | ----- | ----- | ----- | ----- | ----- |
| 185   | 173   | 153   | 132   | 136   | 139   | 148   | 159   |